# Erfurter Stadtbefestigung

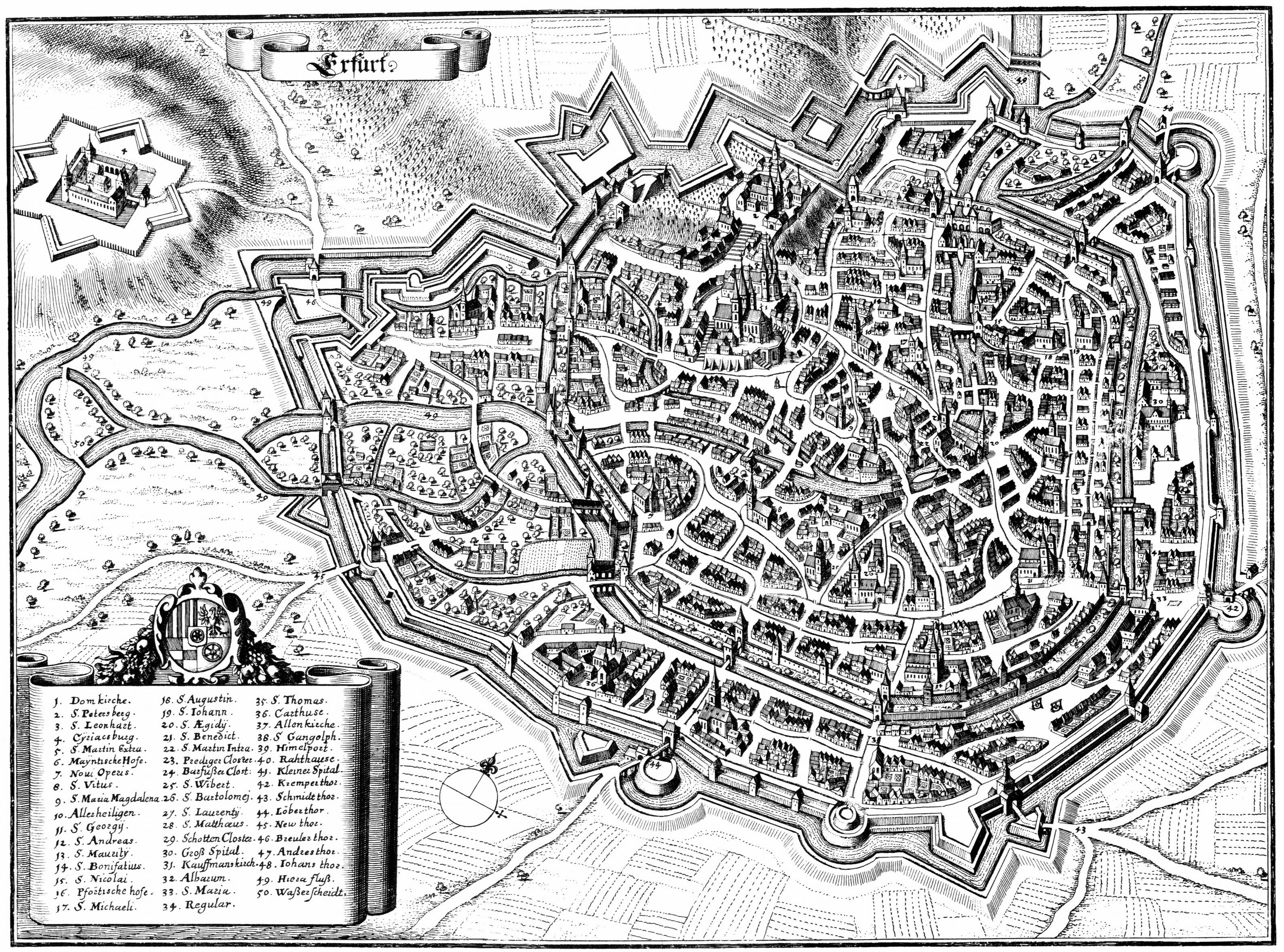
Die befestigte Stadt Erfurt im Jahr 1650

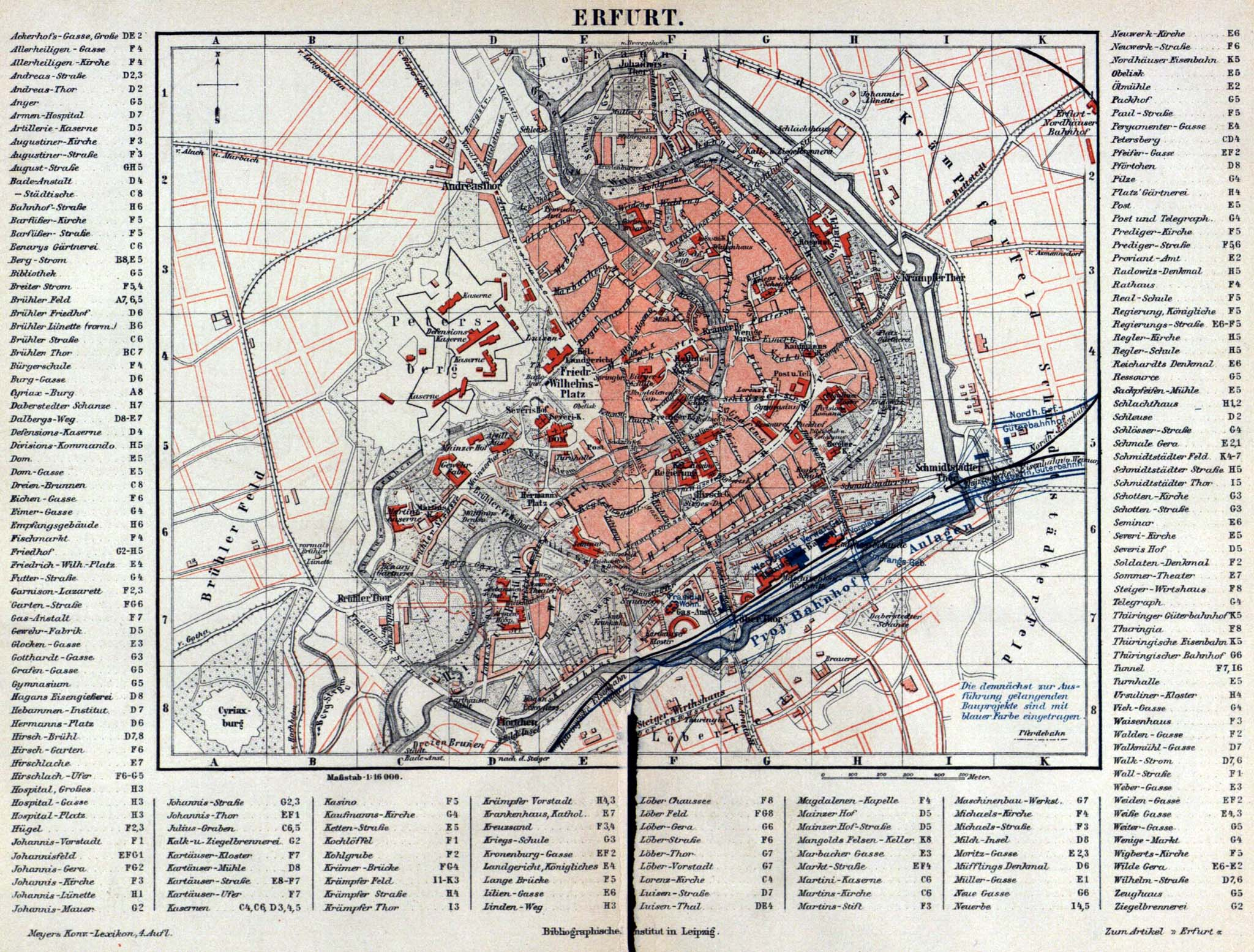
Reste der Stadtbefestigung (um 1885)

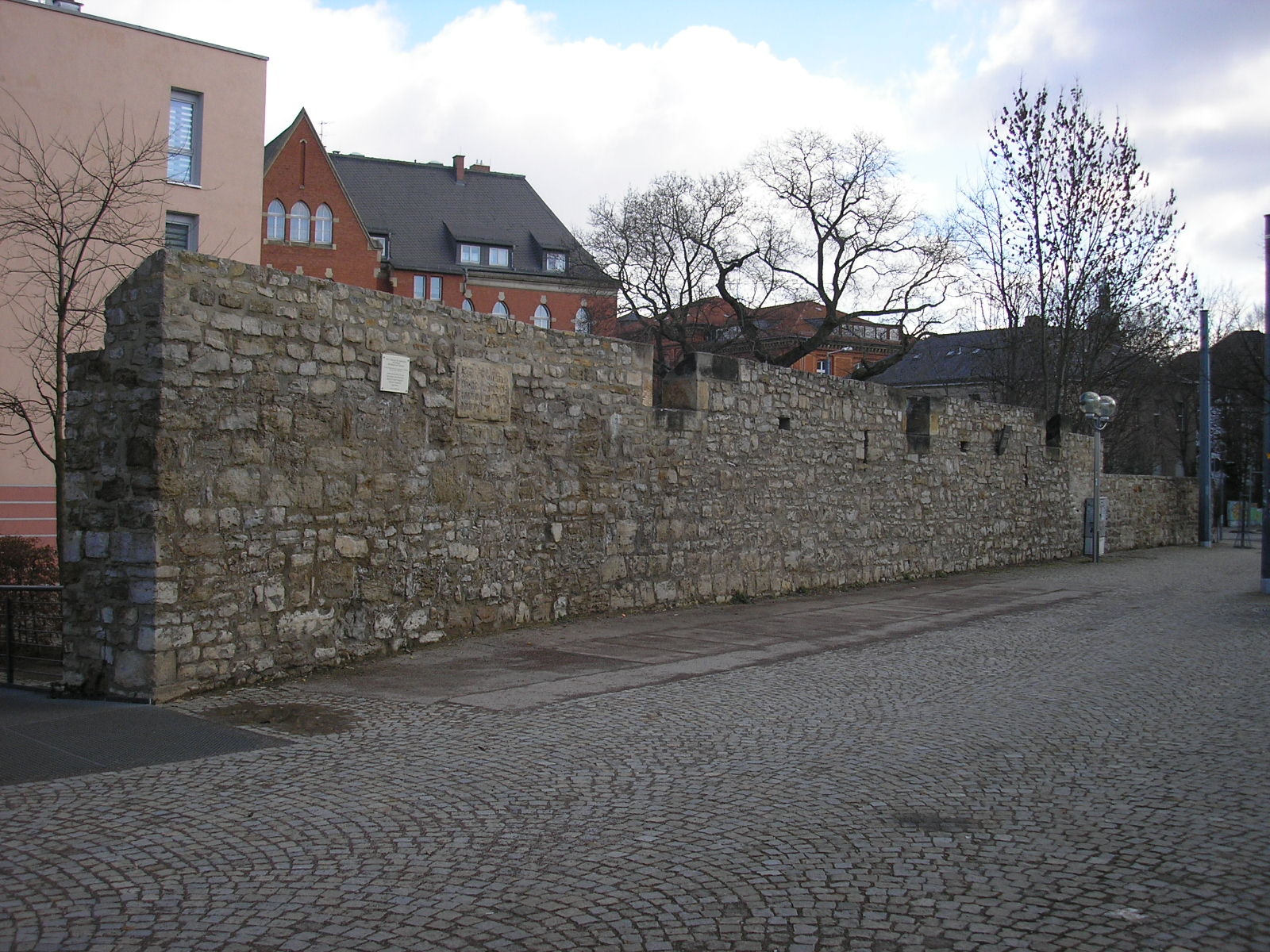
Das erhaltene Stück der inneren Mauer am Brühler Garten

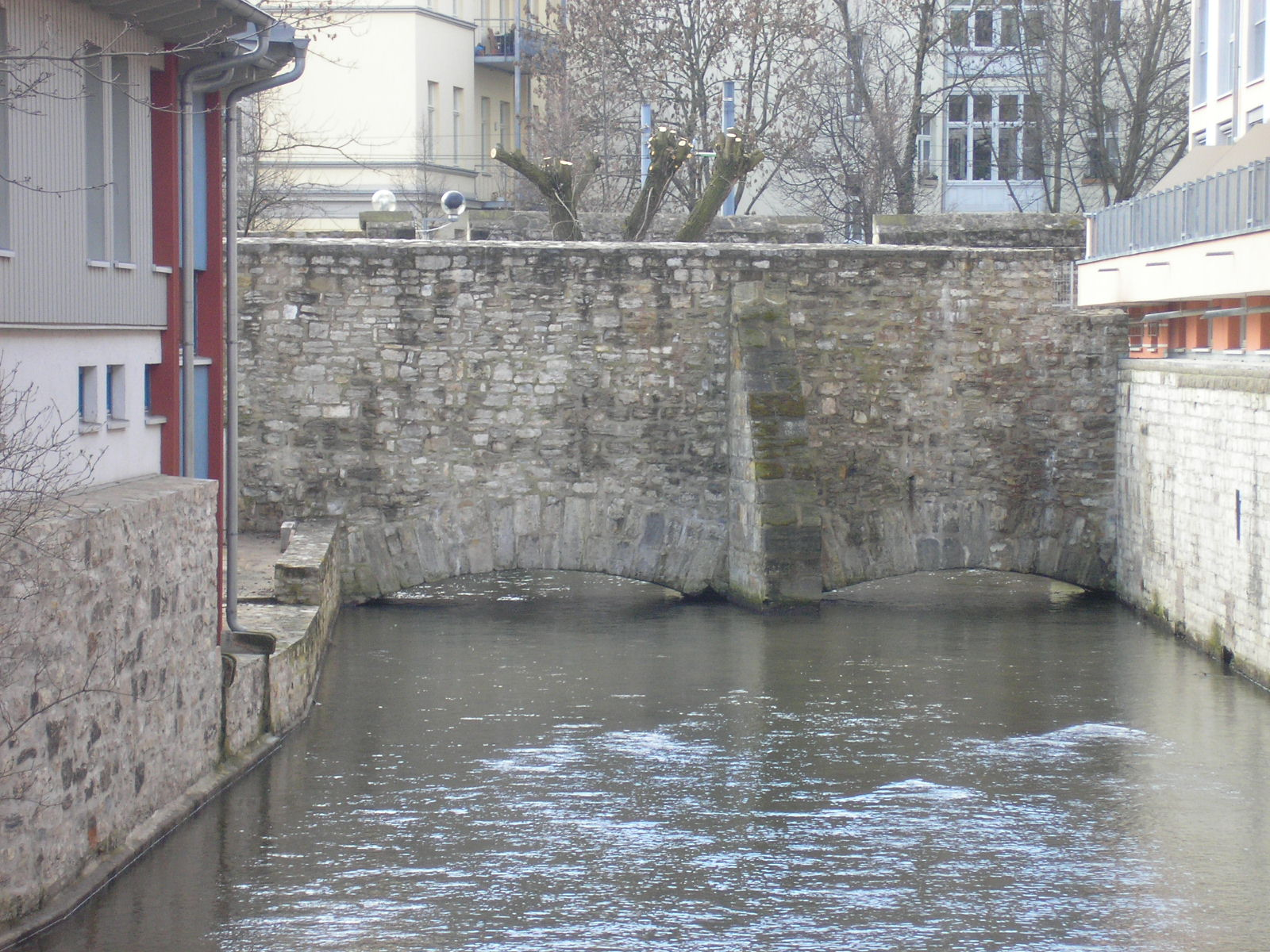
Der Walkstrom unterquert die innere Mauer

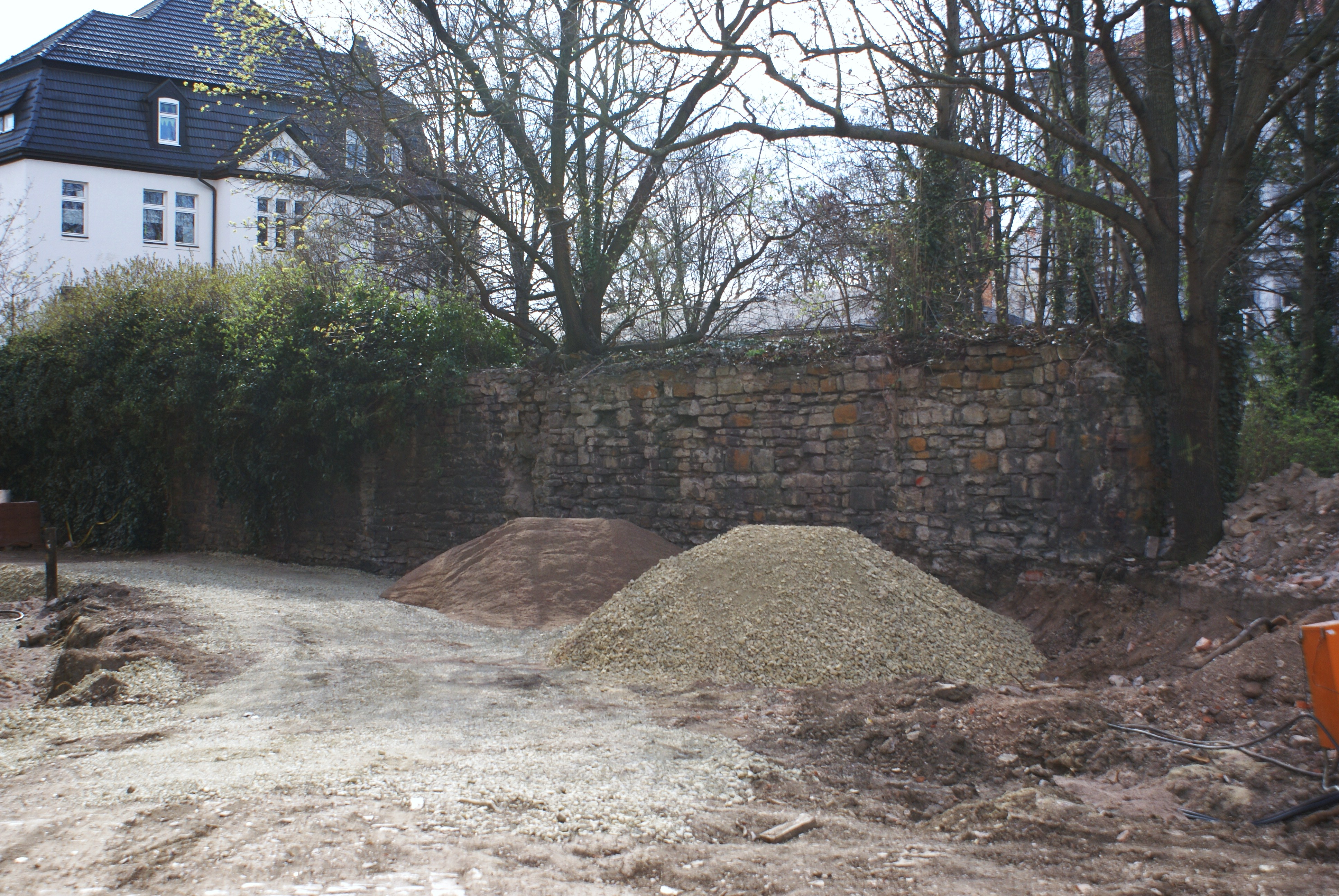
Reste des stadtseitigen Mauerrings der inneren Stadtbefestigung (Nähe Regierungsstraße/Lutherstraße).

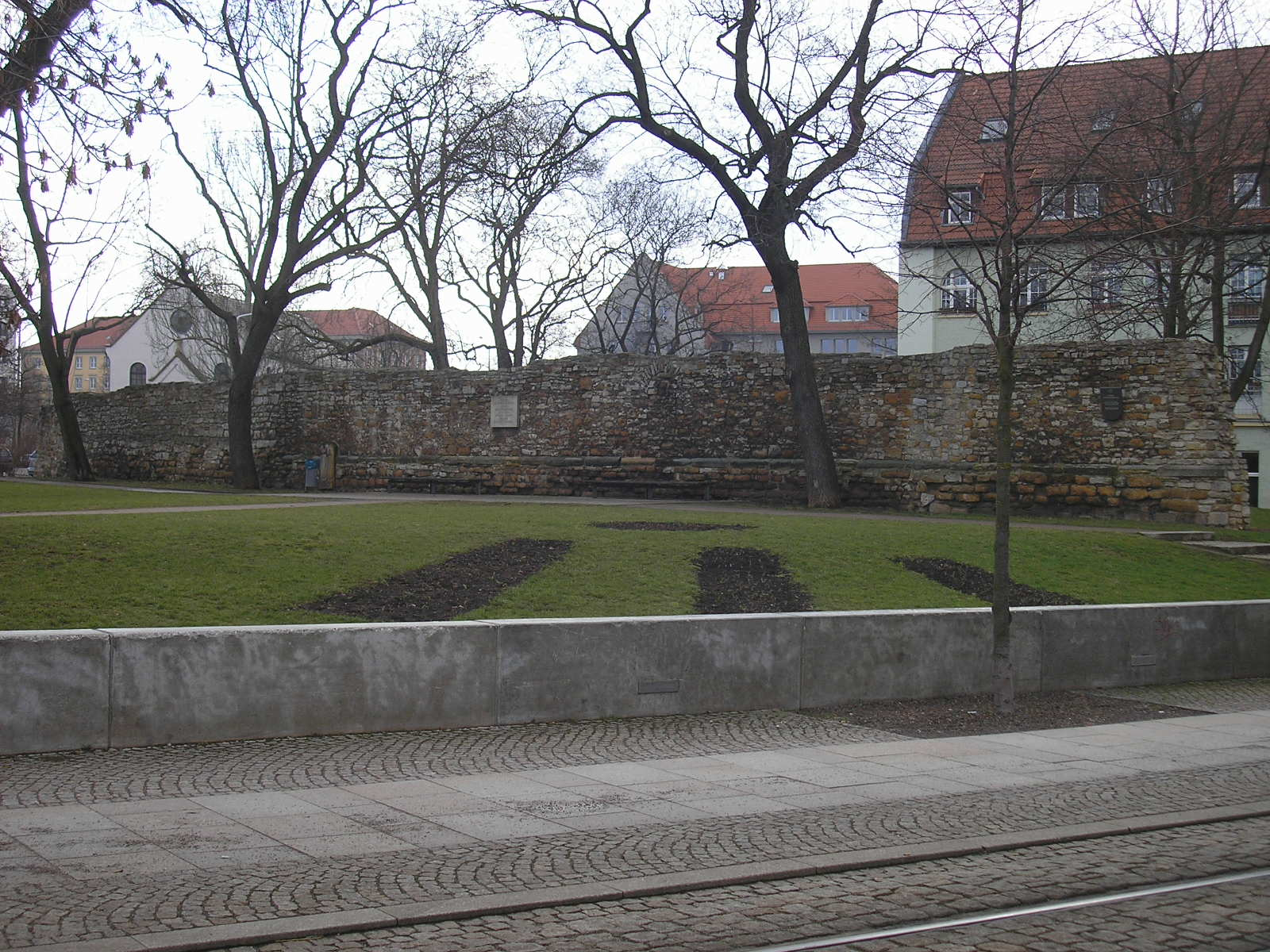
Das erhaltene Stück der inneren Mauer am Johannestor

Die Erfurter Stadtbefestigung war die Stadtbefestigung der Stadt Erfurt. Sie bestand von 1066 bis 1873 und war eine der stärkst ausgebauten Stadtbefestigungen in Deutschland. Zur Stadtbefestigung gehörten der innere und der äußere Mauerring mit Türmen und Toren sowie die Zitadelle Petersberg und die Zitadelle Cyriaksburg. Bis auf die beiden Zitadellen und einige kurze Mauerstücken ist von der Stadtbefestigung heute jedoch nichts mehr erhalten. 

## Der innere Mauerring
Der innere Mauerring war der älteste Bestandteil der Erfurter Stadtbefestigung. Er wurde im Jahr 1066 fertiggestellt und befand sich im Bereich des heutigen Juri-Gagarin-Rings. Erfurt gehörte damals zum Erzbistum Mainz, das die Stadt befestigen ließ, um sie vor den Landgrafen von Thüringen zu schützen. Landgraf Ludwig II. ließ die Befestigung 1165 schleifen, aber bereits 1168 war ihr verstärkender Wiederaufbau vollendet. 
Diese Mauer war etwa acht Kilometer lang, zwischen drei und vier Meter hoch und etwa einen Meter dick. Vor der Mauer war ein Wehrgraben, die Wilde Gera, angelegt. Bewacht wurde die Mauer von etwa 50 Wachtürmen aus. 
Der Abriss des inneren Mauerrings begann in der ersten Hälfte des 19. Jahrhunderts. Schon 1842 waren alle inneren Stadttore abgerissen. Nach dem Ausbau des Flutgrabens wurde auch die Wilde Gera zugeschüttet. Auf ihr wurde ab 1898 eine Ringstraße (heutiger Juri-Gagarin-Ring) angelegt.

## Der äußere Mauerring
Als Erfurt im 13. Jahrhundert einen raschen Aufschwung erfuhr, wurde die Fläche der Stadt zu klein, sodass sie erweitert werden musste. Diese Erweiterung erfolgte durch den Einbezug neuer, teils schon mit Vorstädten bebauter Flächen im Norden, Osten und Süden der Stadt sowie des Brühls in eine neue Stadtbefestigung. Finanziert wurde der Bau des äußeren Mauerrings durch die Einführung einer neuen Steuer in der Stadt, dem Wallgeld. 
In einem ersten Schritt entstanden zwischen 1350 und 1387 die neuen, äußeren Stadttore, um den Verkehr in und aus der Stadt zu kontrollieren. Sie waren zunächst noch nicht durch eine Mauer verbunden. Diese wurde erst nach und nach in den folgenden Jahrzehnten bis zur Fertigstellung des äußeren Mauerrings im Jahr 1480 errichtet. Später wurden dann auch die Stadttore weiter befestigt und Wehrtürme eingefügt, sodass am Ende 27 Türme zur Bewachung der Mauer zur Verfügung standen. Auch vor dieser Mauer wurde ein Wassergraben, der Flutgraben angelegt. Er wurde nach dem Abtragen der Stadtbefestigung zum Hochwasserschutz deutlich ausgebaut und besteht noch heute. 
Im Dreißigjährigen Krieg erfuhr die Stadtbefestigung nochmals einen erheblichen Ausbau. Zu diesem Zweck ließen die schwedischen Besatzer in der Erfurter Altstadt einige Pfarrkirchen abreißen, mit deren Steinen dann die Mauern verstärkt werden konnten. Die Zitadelle Cyriaksburg wurde 1480 angelegt, die Zitadelle Petersberg 1665. Später kamen auch verschiedene Schanzen dazu, etwa die Daberstedter Schanze (heute Stadtpark) oder die Auenschanze in der Andreasvorstadt. 
1873 wurde Erfurt, wie alle anderen Festungen in Deutschland auch, entfestigt. In der Folgezeit wurden die Mauern und Türme abgetragen, der Flutgraben ausgebaut und vor den ehemaligen Mauern der Erfurter Stadtring angelegt. Vor den Mauern durfte nun auch gebaut werden, es entstanden danach die Erfurter Vorstädte. Auf einem Südteil der alten Mauer wurde der Bahndamm der Thüringer Bahn errichtet. 

## Stadttore
- Andreastor (innen und außen): am Ende der Andreasstraße, davor die Nordhäuser Straße nach Nordhausen, Braunschweig und Lübeck, benannt nach der Andreaskirche
- Moritztor (innen und außen): am Ende der Moritzstraße, davor die Auenstraße, außerdem Stadttor, an dem die Gera die Stadt verlässt, benannt nach der Moritzkirche
- Johannestor (innen und außen): am Ende der Johannesstraße, davor die Magdeburger Allee nach Sömmerda, Sangerhausen und Magdeburg, benannt nach der Johanneskirche
- Krämpfertor (innen und außen): am Ende der Krämpferstraße, davor die Leipziger Straße (Via regia) nach Leipzig, benannt nach der Kaufmannskirche
- Schmidtstedter Tor (außen): am Ende der Schmidtstedter Straße, davor die Weimarische Straße nach Weimar und Jena, benannt nach dem nicht mehr vorhandenen Dorf Schmidtstedt
- Spielbergtor (außen): am Ende der Bahnhofstraße, davor die Clara-Zetkin-Straße nach Kranichfeld und Rudolstadt
- Augusttor (innen): in der Bahnhofstraße, benannt nach der Reglerkirche (Augustiniuskirche)
- Löbertor (innen und außen): am Ende der Löberstraße, davor die Arnstädter Straße nach Arnstadt und Nürnberg, benannt nach den Lohgerbern, die im angrenzenden Viertel ansässig waren
- Pförtchen (außen): am Ende des Dalbergwegs, davor die Hochheimer Straße nach Hochheim und Neudietendorf
- Brühler Tor (innen und außen): am Ende der Brühler Straße, davor die Gothaer Straße (Via regia) nach Gotha, Eisenach und Frankfurt am Main, benannt nach der Vorstadt Brühl
- Lauentor (innen und außen): am Ende der Straße Lauentor, davor die Binderslebener Landstraße nach Bindersleben, benannt nach dem Löwen, dem Wappentier des Grafen von Gleichen, der zunächst Stadtvogt in Erfurt war und dieses Tor anfangs exklusiv nutzen durfte